# 2011年の文学
2011年の文学（2011ねんのぶんがく）では、2011年（平成23年）の文学に関する出来事について記述する。

## できごと
- 1月17日 - 第144回芥川龍之介賞・直木三十五賞（2010年下半期）の選考委員会開催。
- 3月03日 - 第45回吉川英治文学賞、吉川英治文学新人賞が発表される。
- 4月06日 - 第42回大宅壮一ノンフィクション賞が発表される。第5回大江健三郎賞が決定する。
- 4月12日 - 第5回本屋大賞が決定する。
- 4月22日 - 第64回日本推理作家協会賞が決定する。フィリップ・K・ディック賞が発表される。
- 5月14日 - 第11回本格ミステリ大賞が決定する。
- 7月06日 - 『ストランド・マガジン』批評賞が発表される。
- 7月10日 - SF大会参加者のファン投票により星雲賞が決定する。
- 7月14日 - 第145回芥川龍之介賞・直木三十五賞（2011年上半期）の選考委員会開催。
- ロバート・B・パーカー（2010年1月18日死去）の〈スペンサー〉シリーズをミステリ作家のエース・アトキンスが、〈ジェッシィ・ストーン〉シリーズを脚本家のマイクル・ブランドマンが継続して執筆することが決定した。

## 受賞

### 日本国内
- 第144回（2010年下半期）芥川賞・直木賞 （1月）
  - 芥川賞 - 朝吹真理子 『きとこわ』、西村賢太 『苦役列車』
  - 直木賞 - 木内昇 『漂砂のうたう』、道尾秀介 『月と蟹』
- 第145回（2011年上半期）芥川賞・直木賞 （7月）
  - 芥川賞 - 該当作なし
  - 直木賞 - 池井戸潤 『下町ロケット』
- 谷崎潤一郎賞（第47回） - 稲葉真弓『半島へ』
- 泉鏡花文学賞（第39回） - 瀬戸内寂聴『風景』、夢枕獏『大江戸釣客伝』
- 群像新人文学賞（第54回） - 彌榮浩樹『1%の俳句 一挙性・露呈性・写生』
- 野間文芸新人賞（第33回） - 本谷有希子『ぬるい毒』
- 吉川英治文学賞（第45回） - 森村誠一 『悪道』
- 吉川英治文学新人賞（第45回） - 辻村深月 『ツナグ』
- 大宅壮一ノンフィクション賞（第42回） - 角幡唯介 『空白の五マイル』、国分拓 『ヤノマミ』
- 小林秀雄賞（第10回） - 高橋秀実 『ご先祖様はどちら様』
- 本屋大賞（第8回）
  - 大賞 - 東川篤哉 『謎解きはディナーのあとで』
  - 中2賞（特別賞） - 山田玲司 『非属の才能』、北尾トロ 『キミは他人に鼻毛が出てますよといえるかデラックス』
- 日本推理作家協会賞（第64回）
  - 長編および連作短編集部門 - 麻耶雄嵩 『隻眼の少女』、米澤穂信 『折れた竜骨』
  - 短編部門 - 深水黎一郎 「人間の尊厳と八〇〇メートル」
  - 評論その他部門 - 東雅夫 『遠野物語と怪談の時代』
- 星雲賞（第42回）
  - 日本長編部門 - 山本弘 『去年はいい年になるだろう』
  - 日本短編部門 - 小川一水 「アリスマ王の愛した魔物」
  - 海外長編部門 - マイクル・フリン 『異星人の郷』
  - 海外短編部門 - ジェイムズ・ラヴグローヴ 「月をぼくのポケットに」
- 大江健三郎賞（第5回） - 星野智幸 『俺俺』
- 日本ファンタジーノベル大賞（第23回）
  - 大賞 - 勝山海百合 『さざなみの国』
  - 優秀賞 - 日野俊太郎 『吉田キグルマレナイト』

### 日本国外
- ノーベル文学賞 -  トーマス・トランストロンメル
- ブッカー賞 -  ジュリアン・バーンズ 『The Sense of an Ending』
- フィリップ・K・ディック賞
  - 特別賞 - 伊藤計劃 『ハーモニー』
- フランツ・カフカ賞 - ジョン・バンヴィル
- アーサー・エリス賞
  - 最優秀賞 - ルイーズ・ペニー 『Bury Your Dead』
- マカヴィティ賞

## 2011年の本

### 小説
- 稲葉真弓 『半島へ』（講談社）
- 小川洋子 『人質の朗読会』（中央公論新社）
- 角田光代 『かなたの子』（文藝春秋）
- 小池昌代 『弦と響』（光文社）
- 笙野頼子 『人の道御三神といろはにブロガーズ』（河出書房新社）
- 高橋源一郎 『恋する原発』（講談社）
- 谷川流 『涼宮ハルヒの驚愕（前）』（角川書店）
- 谷川流 『涼宮ハルヒの驚愕（後）』（角川書店）
- 津島佑子 『葦舟、飛んだ』（毎日新聞社）
- 西加奈子 『円卓』（文藝春秋）
- 沼田まほかる 『ユリゴコロ』（双葉社）
- 花房観音 『花祀り』（無双舎）
- 丸谷才一 『持ち重りする薔薇の花』（新潮社）
- 三浦しをん 『舟を編む』（光文社）
- 柚木麻子 『嘆きの美女』（朝日新聞出版）
- よしもとばなな 『スウィート・ヒアアフター 』（幻冬舎）

### その他
- 小澤征爾・村上春樹 『小澤征爾さんと、音楽について話をする』（新潮社）
- 内田樹 『うほほいシネクラブ―街場の映画論』（文藝春秋）
- 河北新報社 『河北新報のいちばん長い日』（文藝春秋）
- 萩尾望都 『一瞬と永遠と』（幻戯書房）
- 藤本ひとみ・住滝良 『探偵チームKZ事件ノート』（講談社）
- 丸谷才一 『完本 日本語のために』（新潮社）
- 村上春樹 『村上春樹 雑文集』（新潮社）
- 村上春樹・大橋歩 『おおきなかぶ、むずかしいアボカド 村上ラヂオ2』（マガジンハウス）
- ウォルター・アイザックソン 『スティーブ・ジョブズ』（サイモン・アンド・シュスター）

## 死去

### 1月 - 3月
- 1月04日 - ディック・キング＝スミス、イギリスの児童文学作家。 88歳没。
- 1月06日 - 大野靖子、日本の脚本家、小説家。82歳没。
- 1月10日 - ジョー・ゴアズ、アメリカの作家、（* 1933年）
- 1月10日 - マリア・エレナ・ワルシュ、アルゼンチンの歌手、詩人。80歳没。
- 1月15日 - エドワード・ウェレン、アメリカの作家（* 1920年）
- 1月20日 - レイノルズ・プライス、アメリカの詩人、小説家。77歳没。
- 1月22日 - 朴婉緒、大韓民国の小説家（* 1931年）
- 1月27日 - 岡上鈴江、日本の児童文学者・翻訳家、小川未明の娘（* 1913年）
- 1月29日 - 上田周二、詩人（* 1926年）
- 2月01日 - 庄司肇、日本の作家（* 1924年）
- 2月02日 - 宮本徳蔵、作家（* 1930年）
- 2月17日 - 小幡欣治、日本の劇作家・演出家（* 1928年）
- 2月22日 - はまみつを、日本の児童文学者（* 1933年）
- 3月27日 - H・R・F・キーティング、イギリスの推理作家（* 1927年）
- 3月31日 - いいだもも、日本の作家、評論家（* 1926年）

### 4月 - 6月
- 4月03日 - 長崎源之助、神奈川県出身の児童文学作家。87歳没。
- 4月04日 - クレイグ・トーマス、イギリスの作家。68歳没。
- 4月07日 - 岸田衿子、東京府出身の詩人・童話作家。82歳没[1]。
- 4月29日 - ジョアンナ・ラス、アメリカ合衆国のSF作家。74歳没。
- 5月06日 - 団鬼六、滋賀県出身の小説家。80歳没。
- 5月07日 - 桜田晋也、北海道出身の歴史小説作家。61歳没[2]。
- 5月14日 - 菅聡子、福岡県出身の文芸評論家・お茶の水女子大学教授。48歳没[3]。
- 6月04日 - リリアン・J・ブラウン 、米国の推理作家。「シャム猫ココシリーズ」で知られる。97歳没。

### 7月 - 9月
- 7月10日 - 瀬川昌男、東京府出身のSF作家、児童読物作家。80歳没。
- 7月22日 - 上田公子、兵庫県出身の翻訳家。81歳没。
- 7月25日 - デイヴィッド・グッドマン、アメリカの日本文学研究者。65歳没。
- 7月26日 - 小松左京、大阪市出身のSF作家。80歳没。
- 8月29日 - 千代國一、新潟県出身の歌人。95歳没。
- 9月10日 - 杉山好、静岡県出身のドイツ文学者、東京大学名誉教授。82歳没。
- 9月21日 - 辺見じゅん、富山県出身の歌人、小説家。72歳没。
- 9月23日 - 児玉輝代、愛知県出身の俳人。85歳没。

### 10月 - 12月
- 10月11日 - 立川洋三、日本の作家、ドイツ文学者（* 1928年）
- 10月13日 - 中川正文、日本の児童文学作家（* 1921年）
- 10月18日 - 長谷川摂子、日本の児童文学作家（* 1944年）
- 10月20日 - 内藤初穂、日本のノンフィクション作家（* 1921年）
- 10月24日 - 北杜夫、東京市出身の小説家。84歳没[4]。
- 10月27日 - 直良三樹子、兵庫県出身の作家・翻訳家。85歳没。
- 11月14日 - 土屋隆夫、長野県出身の小説家。94歳没。
- 11月15日 - 柘植光彦、日本の文芸評論家、著作家、専修大学名誉教授（* 1938年）
- 11月21日 - アン・マキャフリイ、アメリカ合衆国の小説家（* 1926年）
- 11月25日 - 村田正夫、日本の詩人、評論家（* 1932年）
- 12月01日 - クリスタ・ヴォルフ、ドイツの小説家（* 1929年）
- 12月12日 - 羽鳥徹哉、日本の文学者、日本近代文学の研究者、成蹊大学名誉教授（* 1936年）
- 12月13日 - 竹村和子、日本の文学研究者（* 1954年）
- 12月21日 - 松野正子、日本の児童文学作家・翻訳家（* 1935年）